# Von der Deckens tok
Von der Deckens tok (Tockus deckeni) is een neushoornvogel die voorkomt in Oost-Afrika. De naam is een eerbetoon aan de Duitse ontdekkingsreiziger Karl Klaus von der Decken (1833-1865), die de vogel ontdekte tijdens zijn expeditie op de Kilimanjaro.

## Beschrijving
Von der Deckens tok is 43-51 cm lang. Het is een neushoornvogel met een witte borst en egaal zwarte vleugels, dus zonder stippels of strepen. Het mannetje heeft een helder rode snavel met een ivoorkleurig uiteinde; de snavel van het vrouwtje is zwart.

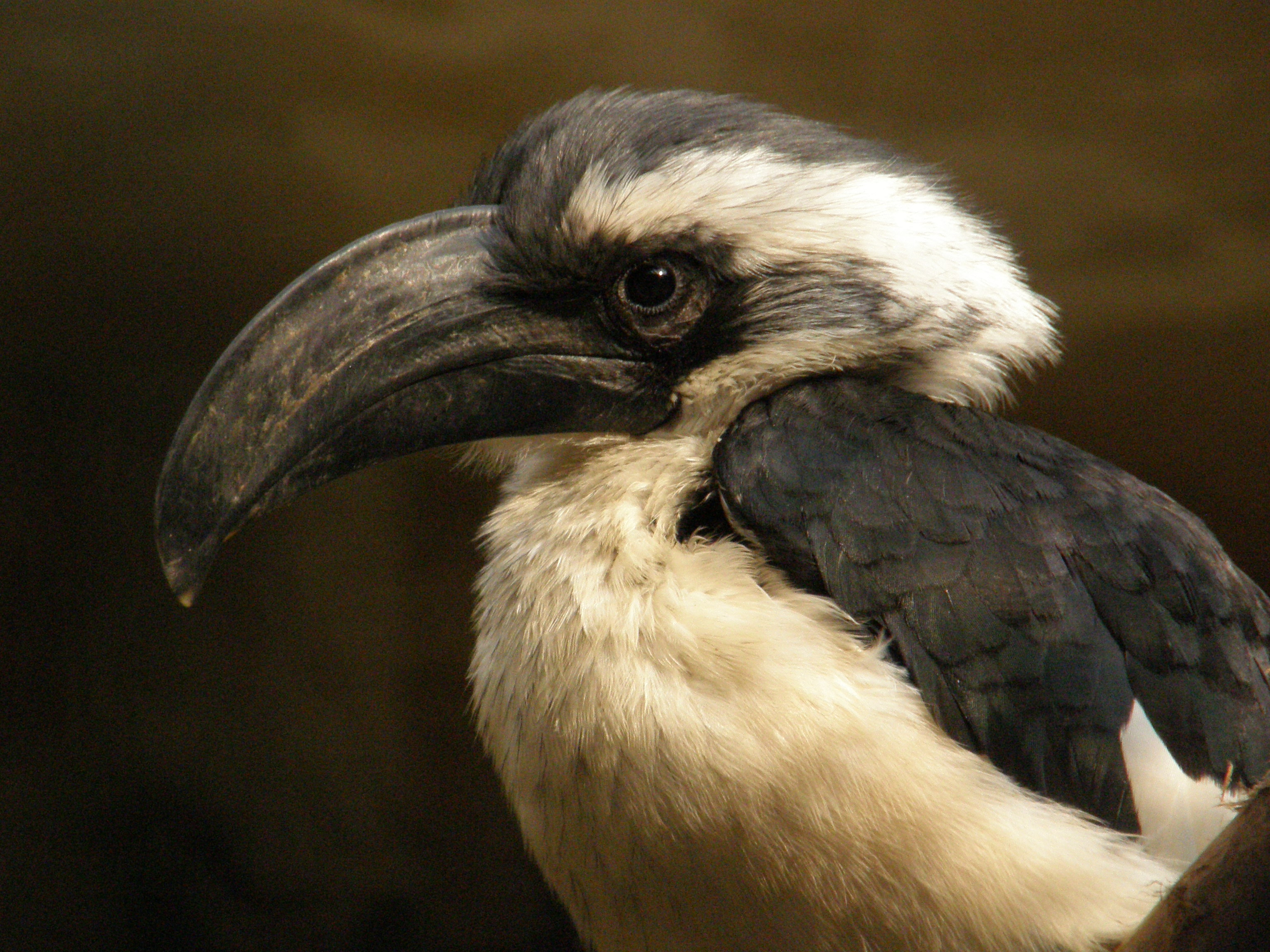
Vrouwtje
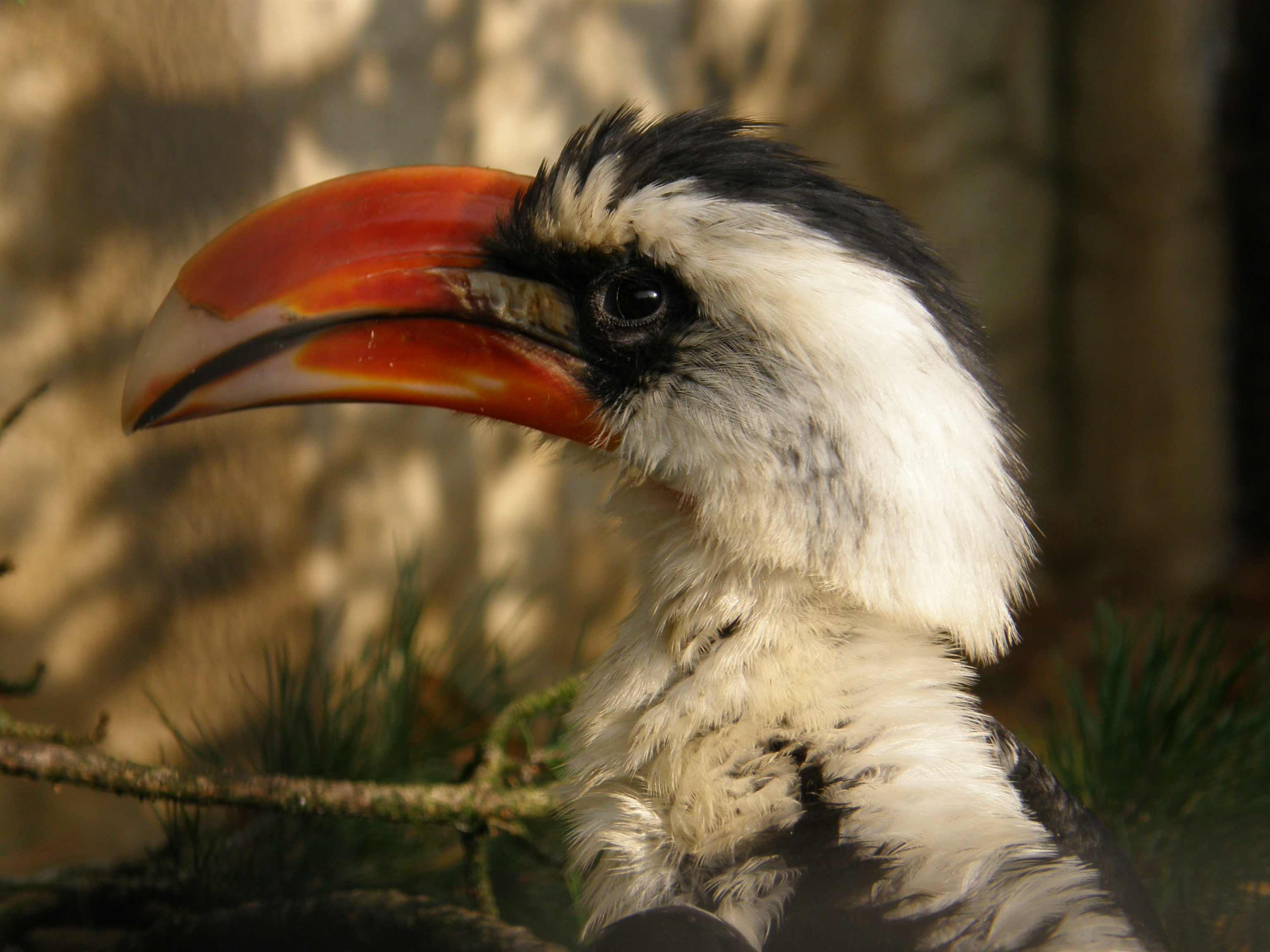
Mannetje

## Verspreiding en leefgebied
Von der Deckens tok komt voor in een aantal landen van Oost-Afrika, met name van Ethiopië en Somalië tot centraal Tanzania. Het is een typische soort van de drogere gebieden van Kenia. Het leefgebied bestaat uit droog struikgewas, open bosgebieden met Acacia's en rivierbegeleidend bos. Het geluid, een voortdurend "wot, wot......" is karakteristiek voor dit type landschap.

## Status
De grootte van de populatie is niet gekwantificeerd maar de soort wordt omschreven als wijdverspreid en plaatselijk algemeen. Op de Rode lijst van de IUCN heeft deze soort de status niet bedreigd.